# Angel (profumo)
Angel è un profumo commercializzato dalla casa di moda Thierry Mugler dal 1992.

## Storia
Creato da Olivier Cresp della Quest International, con il supporto di Yves de Chiris, Angel viene lanciato sul mercato nel 1992. Angel è un profumo di tipo orientale-vanigliato con forti note olfattive di tipo fruttato (Bergamotto, mandarino, pesca, albicocca) ed alimentare (vaniglia, cioccolato, caramello), che gli conferiscono un odore molto dolce. La bottiglietta del profumo a forma di stella è disegnata dallo stesso Thierry Mugler e realizzata da Verrires Brosse, mentre una edizione limitata successiva vanta un flacone disegnato da Serge Mansau.  Una volta ha superato la fragranza Chanel Nº 5 come profumo più venduto in Francia e rimane uno dei profumi più venduti in Europa.

## Varianti
Negli anni successivi al lancio commerciale del profumo, sono state create numerose variazioni ed edizioni limitate di Angel. Fra queste si possono citare Angel Celebration, Angel Delicate, Angel Fetish Star, Lucky Touch Angel (2004), Violette Angel (2005), Le Lys Angel (2005), le Rose Angel (2006), Angel Sunessence (2009, prima declinazione eau d'été di Angel).

### A*Men

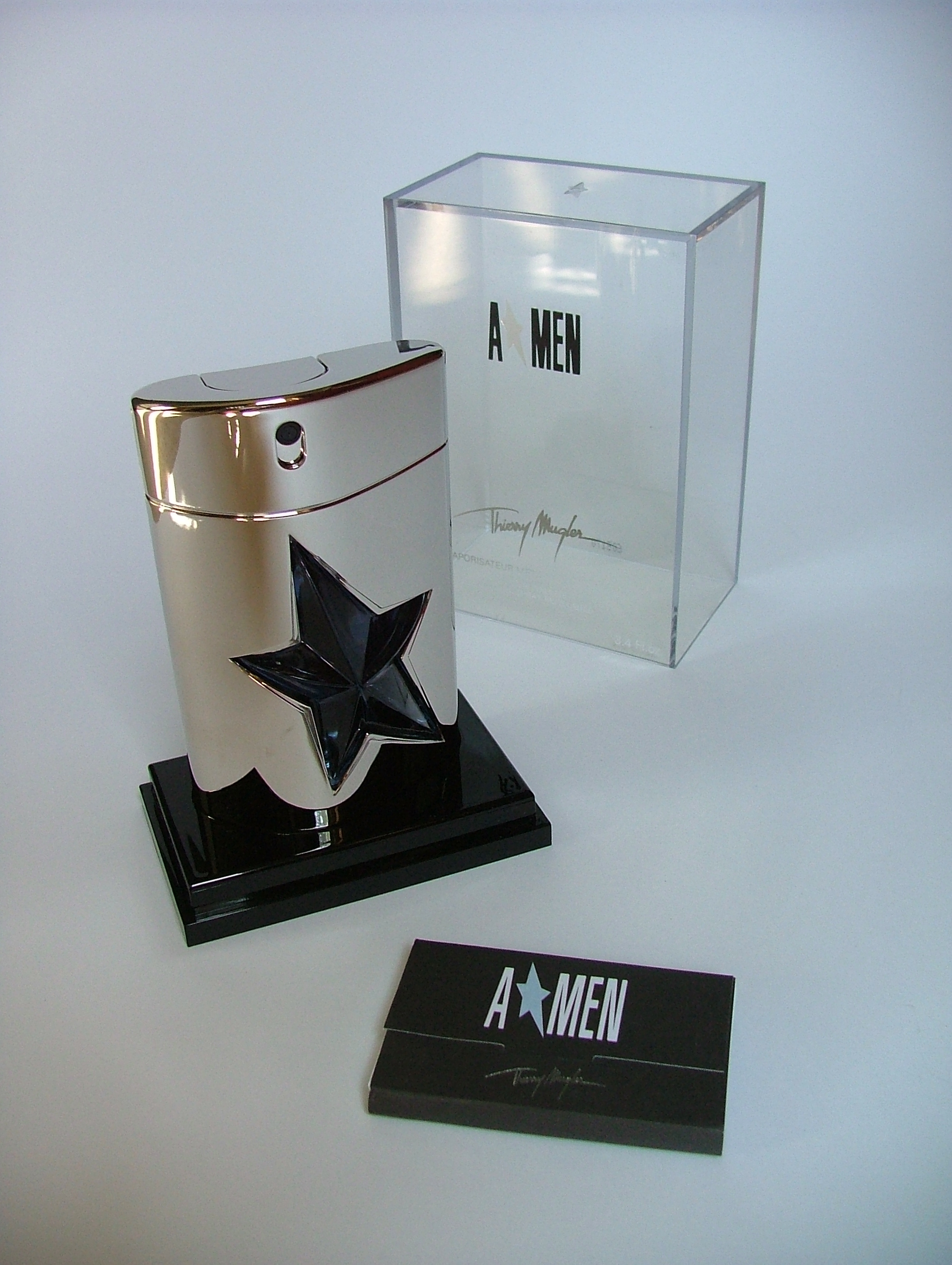
Confezione del profumo A*Men.

Nel 1996 è stato lanciato sul mercato A*Men (Angel Men), versione maschile del profumo Angel. A*Men è un profumo di tipo orientale-boisé, la cui confezione pur tradizionale, richiama la medesima stella utilizzata per il flacone di Angel. Nel 2004 A*Men è stato affiancato da B*Men, versione più leggera del profumo.

## Promozione
Diverse testimonial si sono avvicendate nella promozione del profumo. La prima pubblicità, lanciata al momento della prima commercializzazione di Angel vedeva Estelle Halliday protagonista di alcuni spot girati sui tetti di New York. In seguito la nuova testimonial è stata la modella Jerry Hall, in pelliccia nel deserto del Nuovo Messico. La campagna promozionale più recente vede protagonista l'attrice Naomi Watts ed è stata diretta dal regista Bill Condon.,successivamente fanno parte della schiera degli angeli di Mugler anche Eva Mendes e Georgia Jagger.

## Riconoscimenti
Angel è stato insignito del riconoscimento FiFi Award "Fragrance Hall of Fame" nel 2007, mentre A-Men ha vinto la categoria "Profumo maschile dell'anno nel 1998.